# Pontokaspis

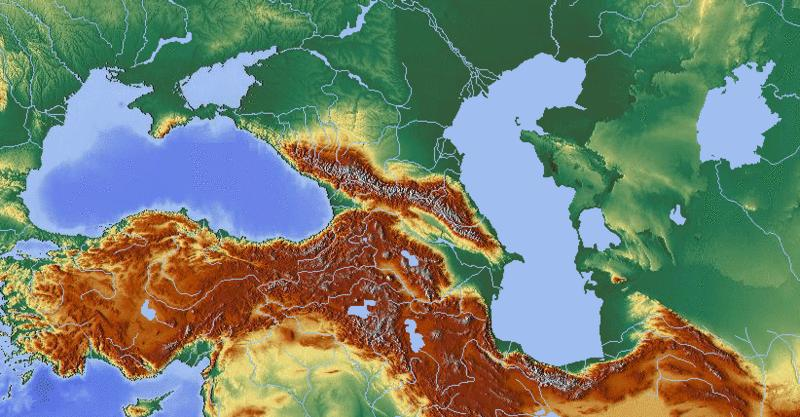
Lage der Pontokaspis

Pontokaspis beschreibt eine Region auf dem eurasischen Kontinent mit Zentrum im Westteil der Eurasischen Steppe. Die Region ist benannt nach Pontos bzw. Pontus, dem antiken Namen des Schwarzen Meeres (Pontos Euxeinos) und dem Kaspischen Meer, ihr Steppenanteil wurde früher auch als Wildes Feld bezeichnet.

## Biogeographische Region

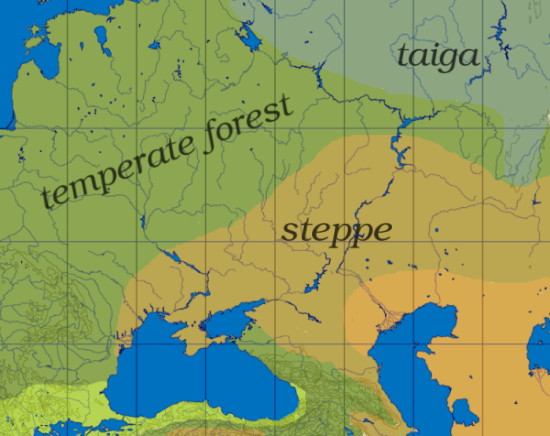
Vegetationszonen

### Flora und Vegetation
In der Phytogeographie und Vegetationskunde wird gewöhnlich keine pontokaspische Region anerkannt. Die pontisch oder pontisch-pannonisch genannte Florenprovinz nördlich des Schwarzen Meeres und die trockenere irano-turanische Region Zentralasiens sind durch den Gebirgsgürtel des Kaukasus voneinander getrennt, sie weisen zwar zahlreiche gemeinsame Arten auf, aber nur wenige, die exklusiv diesen gemeinsam wären. Es gibt in der Flora nur sehr wenige kaspische Endemiten, so dass eine kaspische Region hier nicht unterschieden wird. Die Süd- und Westküste des Kaspischen Meeres bildet die hyrkanische Region, die floristisch enge Beziehungen zur kolchisch genannten Flora des Kaukasus und Transkaukasiens sowie der östlichen türkischen Schwarzmeerküste besitzt. Hier gibt es zur Steppenregion im Norden nur sehr wenige gemeinsame Arten.

### Fauna

#### Terrestrische Fauna
Bei der landlebenden (terrestrischen) Fauna ist die Abgrenzung und Identität einer pontokaspischen Region weniger eindeutig. Als pontokaspisch werden hier vor allem Arten mit Herkunft aus oder Verbreitungszentrum im westlichen Teil des eurasischen Steppengürtels bezeichnet.

#### Limnologie
In der Limnologie ist die pontokaspische biogeographische Region eine der faunistischen Regionen, in die der europäische Kontinent nach der Zusammensetzung der Limnofauna gegliedert wird. Die Region umfasst auch Bereiche des angrenzenden West- und Zentralasien. Dazu gehören das Schwarze Meer mit dem Asowschen Meer, das Kaspische Meer, der Aralsee und die einmündenden Flüsse und Ströme, insbesondere die Donau, der Don, Dnepr, Dnister und die Wolga. Nicht dazu gehören zum Beispiel der Südbalkan südlich der Donauniederung, die anatolische Südküste des Schwarzen Meeres, der Kaukasus und die nordrussischen und baltischen Ostsee-Zuflüsse.
Die Pontokaspis ist hervorgegangen aus der Paratethys, einem ehemaligen Randmeer des Südozeans Tethys. Dieses wurde im Sarmatium vor ungefähr 12 Millionen Jahren vom Weltmeer getrennt, an seiner Stelle bildet sich ein ausgedehnter, alkalischer Binnensee, der Sarmatische See. Die Region weist eine komplizierte Geschichte mit Vergrößerungen (Transgressionen) und Verkleinerungen (Regressionen) der Wasserflächen auf, bei denen die heutigen getrennten Gewässer wiederholt in Kontakt zueinander gerieten, wodurch Austausch der dort lebenden Tierarten möglich blieb. Sie waren häufig von einem markanten Wechsel des Salzgehalts (der Salinität) begleitet. Dementsprechend sind charakteristisch vor allem Arten, die mit wechselnder Salinität gut zurechtkommen (euryhaline Arten).
Besonders reich ist die pontokaspische Fauna an Krebstieren. Hier werden 450 pontokaspische Arten gezählt, von denen allein 209 Endemiten des Kaspisees sind. Die Fischfauna der Region ist nicht nur die artenreichste Europas, sondern weist auch die meisten Endemiten auf. Dazu gehören viele Karpfenfische und die Grundeln der Unterfamilie Benthophilinae.

## Ausgehende Neozoen
Zahlreiche Arten der Pontokaspis sind heute durch den Menschen in andere Regionen verschleppt worden, vor allem durch die Verbindung vorher getrennter Einzugsgebiete durch den Bau von Schifffahrtskanälen und die Verschleppung im Ballastwasser von Schiffen. Durch Ballastwasser wurden etliche Arten sogar über die Ozeane hinweg transportiert, wodurch sich einige pontokaspische Arten etwa in den amerikanischen Großen Seen zu  gefürchteten, invasiven Neozoen entwickelt haben. Auch in europäischen Gewässern gehören die individuenreichsten Neozoen mit dem gravierendsten ökologischen Einfluss zu den pontokaspischen Arten, unter zahlreichen anderen etwa die Zebramuschel, der Große Höckerflohkrebs, der Süßwasser-Röhrenkrebs. Die Einwanderer sind lokal so zahlreich, dass sie den Großteil der Individuen und einen relevanten Anteil der Arten in vielen großen Flüssen ausmachen, so dass langfristig möglicherweise deren gesamte einheimische Fauna bedroht sein könnte.